# Drinai vértanúk
A drinai vértanúk (horvátul: Drinske mučenice) katolikus apácák, a második világháború áldozatai. Négyen közülük 1941. december 15-én vesztették életüket, amikor kiugrottak a goraždei laktanya ablakán, így akarva elkerülni, hogy a csetnikek hitük megtagadására kényszerítsék és megerőszakolják őket. Miután kiugrottak az ablakon, a csetnikek halálra késelték őket. Az ötödik nővért december 23-án gyilkolták meg. A vértanúkat 2011. szeptember 24-én avatták boldoggá Szarajevóban.

## Vértanúságuk
Az Isteni Szeretet Leányai Kongregáció nővérei 1911-ben alapították a Mária-otthontPaléban, Szarajevótól körülbelül 20 km-re, eredetileg beteg nővéreknek és a szarajevói Szent József Intézet tanítónőinek, de az otthon nemsokára a szükséget szenvedők menedékháza lett. Már az első világháború idején segítették a szegényeket, bármilyen hitűek, vagy nemzetiségűek voltak, valamint támogatták a gyerekeket, akiket szüleik nem tudtak iskoláztatni.
1941-ben a kolostorban öt nővér élt: Jula Ivanišević (született 1893-ban) horvát házfőnöknő, valamint Berchmana Leidenix (1865) osztrák, Krizina Bojanc (1885) és Antonija Fabjan (1907) szlovén, valamint Bánya Bernadett (1912) magyar apáca.
A második világháború kitörése sem gátolta meg a nővéreket tevékenységük folytatásában. 1941. december 11-én a csetnikek betörtek a zárdába, kirabolták, felgyújtották, majd a nővéreket − más foglyokkal együtt, köztük Franc Ksaver Meško szlovén katolikus pappal – a boszniai Goražde felé hurcolták a hóban.

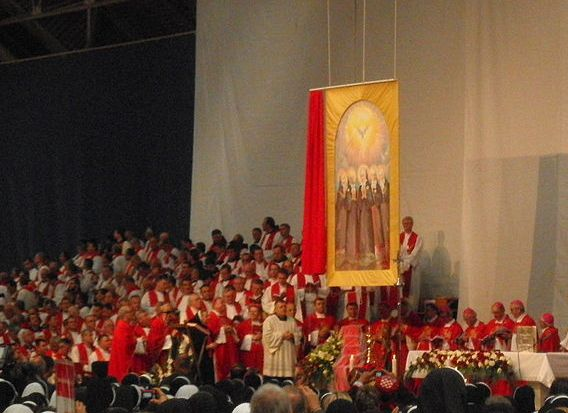
A drinai vértanúk boldoggá avatása Szarajevóban

A 76 éves Berchmana nővér nem volt képes a városig gyalogolni, és Sjetlinában maradt, ahol a csetnikek központja volt. Ott ölték meg 1941. december 23-án. A Goraždéba hurcolt többi apácát a laktanya második emeletén tartották fogva. Hitük megtagadására akarták őket rábírni, kezdetben szép szóval, majd fenyegetésekkel. December 15-én késő éjszaka részeg csetnikek törtek be a helyiségbe, és megtámadták a nővéreket. Egyiküknek, Jula Ivaniševićnek sikerült kiszabadulnia a támadók kezei közül, és az ablakhoz rohant, majd „Jézus ments meg minket!” kiáltással a mélybe vetette magát. A többi három nővér is követte példáját. A csetnikek a még élő, de súlyosan sérült nővéreket késsel halálra szurkálták, és a közeli Drina folyóba dobták. A csetnikek vezetőjét, Jezdimir Dangićot 1945-ben elfogták, háborús bűnökért elítélték, és 1947. augusztus 22-én kivégezték.
A nővérek vértanúhaláláról számos vallomás szól. Az egyiket Franc Ksaver Meško írta, aki egy szlovén származású, Milko nevű csetniknek köszönhetően megmenekült a haláltól, a másik a goraždei születésű Ante Baković katolikus paptól. Utóbbi 1990-ben könyvet írt a vértanúkról Drinske mučenice (Drinai vértanúk) címmel.
2011. szeptember 24-én tartották Szarajevóban a szerzetesnővérek boldoggá avatását. A boldoggá avatáshoz szükséges egyházmegyei eljárást 1999-ben indították meg. 2008 júliusában a Szenttéavatási Ügyek Kongregációja, illetve a teológiai bizottság átvette Isten Szolgálói, a Drinai Vértanúk Positióját, majd 2010. február 24-én egyhangúlag elfogadták a Causát. A boldoggá avatás napján a szentmisét XVI. Benedek pápa küldötte, Angelo Amato bíboros, a Szenttéavatási Ügyek Kongregációjának vezetője mutatta be.